# Verso il sole (album)
Verso il sole è una raccolta del cantante italiano Albano Carrisi, pubblicato nel 1997 dall'etichetta discografica WEA Records Germany. Il disco contiene la canzone Verso il sole con la quale il cantante ha partecipato al Festival di Sanremo 1997 ed una serie di brani incisi da solista nel periodo 1986 - 1997 tra le quali Caro amore, Incredibile appuntamento (scritta nel 1987 in occasione della nascita di sua figlia Romina Jolanda, detta Uga), Il bambino non è più re, Andrea dal repertorio di Fabrizio De André, Nessun dorma tratta dall`opera Turandot di Giacomo Puccini ed altre. Il CD contiene anche dei duetti con il celebre soprano Montserrat Caballé e il chitarrista spagnolo Paco de Lucía in Cantico e Un sasso nel cuore.

## Tracce
1. Verso il sole (Albano Carrisi, Valentina Cidda)
2. Andrea (Massimo Bubola, Fabrizio De André)
3. Caro amore (Albano Carrisi, Vito Pallavicini, Willy Molco)
4. Notte a Cerano (Albano Carrisi)
5. Incredibile appuntamento (Albano Carrisi, Willy Molco)
6. Tenero e testardo (Romina Power, Albano Carrisi, Paolo Amerigo Cassella)
7. Il bambino non è più re (Albano Carrisi)
8. È la mia vita (Giuseppe Marino, Maurizio Fabrizio)
9. Nel sole (Albano Carrisi, Pino Massara, Vito Pallavicini)
10. Mattino (Vito Pallavicini, Ruggero Leoncavallo)
11. Ave Maria (Vito Pallavicini, Franz Schubert, riel. Albano Carrisi, Al Camarro)
12. Cantico (Al Bano & Montserrat Caballè) (Albano Carrisi, Oscar Avogadro)
13. Un sasso nel cuore (Al Bano & Paco De Lucia) (Albano Carrisi)
14. I cigni di Balaka (Al Bano & Romina Power) (Albano Carrisi, Willy Molco)
15. Nessun dorma (Giacomo Puccini, Giuseppe Adami, Renato Simoni - dall`opera Turandot)